# Chlorhoda rufolivacea
Chlorhoda rufolivacea là một loài bướm đêm thuộc phân họ Arctiinae, họ Erebidae.